# James Righton
James Nicholas Righton (Stratford, 25 augustus 1983) is een Brits muzikant, die deel uitmaakte van de in 2015 uiteengevallen indieband Klaxons. In maart 2016 kondigde Righton zijn nieuw project Shock Machine aan met een video, geregisseerd door Saam Farahmand. Righton bracht in maart 2020 zijn eerste soloalbum The Performer uit op het Belgische DEEWEE-label van Soulwax.

## Kindertijd
Righton werd geboren in het Engelse Leamington Spa. Zijn vader, eveneens muzikant, moedigde hem aan mee te spelen in bands die regelmatig optraden terwijl hij nog op de Stratford-upon-Avon High School zat.

## Carrière
Tijdens zijn middelbareschooltijd in Stratford-upon-Avon ontmoette Righton Simon Taylor-Davis en leerde hij hem gitaarspelen. Terwijl Taylor-Davis zich toelegde op een carrière als artiest, vervulde Righton de rol van muziekleraar. Tijdens zijn aanwezigheid op het Spaanse Benicàssim-festival kwam hij opnieuw in contact met Taylor-Davis. Kort daarna kruiste in Londen hun pad dat van Jamie Reynolds.
Nadat Reynolds zijn baan had verloren, kocht hij van zijn ontslagvergoeding studioapparatuur en de drie mannen begonnen met opnemen en liveoptredens onder de naam "Klaxons (Not Centaurs)", een naam geïnspireerd op The Futurist Manifesto van Filippo Tommaso Marinetti. In 2005 speelde de band met Finnigan Kidd als drummer. Toen Kidd vertrok en Steffan Halperin zich in 2006 aansloot, begon de band de kortere naam "Klaxons" te gebruiken.
Klaxons sloot in 2006 een contract met Polydor Records. In 2014 maakte de band bekend dat hun huidige tournee hun laatste zou zijn.
Righton tekende in 2016 bij Marathon Artists/House Anxiety onder de naam Shock Machine. Zijn eerste single verscheen op 8 maart en stond op zijn vier nummers tellende debuut-ep Open Up the Sky. Daarna volgde de single Lost in the Mystery. Het debuutalbum van Shock Machine kwam uit op 25 augustus 2017.

## Werk in film en theater
Righton verzorgde in 2015 de muziek voor de korte film William van Simon Amstell. Vervolgens maakte hij in 2018 de muziek voor de film Benjamin en componeerde hij muziek voor de Netflix-stand-upspecial Set Free van Amstell uit 2019.
Hij werkte samen met Tom Rowlands voor The Life of Galileo, geregisseerd door Joe Wright in 2017.
In 2021 kondigde Righton aan dat hij met ABBA zou werken aan hun concertshows in Londen.

## Overige muzikale bijdragen
- Righton schreef mee aan "All Rights Reversed", van het met een Grammy Award bekroonde album We Are the Night van The Chemical Brothers uit 2007, en verzorgde de zang samen met zijn bandleden van Klaxons en Dev Hynes.
- Hij schreef mee aan "Deeper" (met het House Gospel Choir) van Riton.
- Hij speelde gitaar, piano en wurlitzer op het album Tranquility Base Hotel & Casino van Arctic Monkeys.
- Righton schreef mee aan de eerste single The Third Degree van het album In Plain Sight van Honeyblood uit 2019.
- In 2020 schreef Righton mee aan "This Moment Forever" van het derde album The Prettiest Curse van Hinds.
- Hij speelde synthesizer op "Don't Tell Me to Smile" van Soko.

## Discografie

### Solo
- Benjamin (Original Motion Picture Soundtrack, 2019)
- The Performer (2020)
- Jim, I'm Still Here (2022)
- I'll Be Right There (Original Motion Picture Soundtrack, 2023)

### Met Klaxons
- Myths of the Near Future (2007)
- Surfing the Void (2010)
- Love Frequency (2014)

### Met Shock Machine
- Shock Machine (2017)

## Privéleven
In februari 2011 begon Righton te daten met actrice Keira Knightley en op 4 mei 2013 trouwden ze in Mazan, Vaucluse, in het zuiden van Frankrijk. Sinds begin 2014 wonen ze in Canonbury, Islington. Ze hebben twee dochters.